# Неаполитанская пицца
Неаполитанская пицца (итал. pizza napoletana; неап. pizza napulitana), также известная как пицца по-неаполитански — это разновидность пиццы, приготовленной с помидорами и сыром моцарелла. Помидоры должны быть либо сорта Сан-Марцано, либо Пьенноло дель Везувио, которые растут на вулканических равнинах к югу от Везувия. Сыр должен быть сорта моцарелла ди буфала Кампана, с защищенным наименованием происхождения, изготовленный из молока буйволицы, выращенной на болотах Кампании и Лацио в полудиком состоянии, или фиор ди латте, изготавливающийся из коровьего молока. Неаполитанская пицца это традиционный пищевой продукт в Европейском союзе и Великобритании, а искусство её изготовления включено в список нематериального культурного наследия ЮНЕСКО.

## Рецепт
Согласно правилам, предложенным Ассоциацией Национальной Неаполитанской пиццы, настоящее неаполитанское тесто для пиццы состоит из пшеничной муки, натуральных неаполитанских дрожжей или пивных дрожжей, соли и воды. Тесто всегда обезжиренное и без сахара. В приготовлении, как правило, используется пшеничная мука тонкого помола, причем не более 20 % муки составляет мука высшего сорта. После окончания Второй мировой войны в Италии, когда крепкая мука была импортирована из Канады в рамках Плана Маршалла, эта крепкая мука стала называться мукой Манитобы.
Тесто необходимо замешивать вручную или с помощью низкоскоростного миксера. После процесса подъёма тесто должно быть сформовано вручную, без помощи скалки или другой машины, и должно быть толщиной не более 3 миллиметров. Пицца должна выпекаться в течение 60-90 секунд в дровяной печи при температуре 485 °C. При приготовлении она должна быть мягкой, эластичной, нежной и ароматной.

## Варианты
Существует множество вариантов неаполитанской пиццы, к примеру «пицца Маргарита», с использованием помидоров, моцареллы, базилика и оливкового масла первого отжима, иногда с сыром пармезан. Другие варианты — «пицца Маринара», посыпанная помидорами, чесноком, орегано и приправленная оливковым маслом.

## Статус защиты
Неаполитанская пицца имеет защищенный статус, предоставленный Итальянским органом по стандартизации, управляемым Ассоциацией Национальной Неаполитанской пиццы. Защищенное обозначение доступно пиццериям, которые отвечают строгим требованиям в следовании неаполитанским традициям в искусстве приготовления пиццы.
Пицца по-неаполитански является традиционным фирменным продуктом с гарантией качества в Европе. Сертификация TSG подтверждает, что конкретный пищевой продукт объективно обладает специфическими характеристиками, отличающими его от всех других в своей категории, и что его сырье, состав или способ производства остаются неизменными в течение как минимум 30 лет.
Европейский союз признал неаполитанскую пиццу традиционным фирменным блюдом с 5 февраля 2010 года.